# Канко, Петр
Петр Канко (чеш. Petr Kanko; 7 февраля 1984, Пршибрам, Чехословакия) — чешский хоккеист, нападающий. Провёл 10 матчей в НХЛ за «Лос-Анджелес Кингз». Сейчас играет в чешской первой лиге за клуб «Поруба».

## Карьера
Петр Канко является воспитанником пражской «Спарты». За свою карьеру сменил много клубов в различных лигах.
В 17 лет перебрался в Северную Америку. В 2003 году, выступая за «Кутеней Айс» стал чемпионом хоккейной лиги Онтарио и обладателем Мемориального кубка.
Играл в НХЛ за «Лос-Анджелес Кингз» (1 гол в 10 матчах). Свой единственный гол в НХЛ Канко забил в первой же игре, 16 декабря 2005 года поразив ворота «Анахайм Майти Дакс».
После возвращения в Европу, выступал в Чехии и Словакии. Сейчас играет в чешской первой лиге за команду «Поруба» из Остравы.

## Достижения
Чемпион хоккейной лиги Онтарио 2003
 Обладатель Мемориального кубка 2003

## Статистика
Обновлено на конец сезона 2020/2021
- НХЛ — 10 игры, 1 гол
- АХЛ — 254 игры, 84 очка (38+46)
- Чешская экстралига — 104 игры, 29 очков (12+17)
- Словацкая экстралига — 57 игр, 28 очков (15+13)
- Чемпионат Австрии — 47 игр, 21 очко (7+14)
- Чешская первая лига — 381 игра, 208 очков (105+103)
- Чешская вторая лига — 47 игр, 36 очков (16+20)
- Хоккейная лига Онтарио — 205 игр, 228 очков (100+128)
- Мемориальный кубок — 4 игры, 5 очков (4+1)
- Всего за карьеру — 1109 игр, 640 очков (298+342)